# Municipio de Dayton (Dakota del Norte)
El municipio de Dayton (en inglés: Dayton Township) es un municipio ubicado en el condado de Nelson en el estado estadounidense de Dakota del Norte. En el año 2010 tenía una población de 70 habitantes y una densidad poblacional de 0,78 personas por km².

## Geografía
El municipio de Dayton se encuentra ubicado en las coordenadas 47°47′48″N 98°26′59″O / 47.79667, -98.44972. Según la Oficina del Censo de los Estados Unidos, el municipio tiene una superficie total de 90.27 km², de la cual 89,38 km² corresponden a tierra firme y (0,99 %) 0,89 km² es agua.

## Demografía
Según el censo de 2010, había 70 personas residiendo en el municipio de Dayton. La densidad de población era de 0,78 hab./km². De los 70 habitantes, el municipio de Dayton estaba compuesto por el 100 % blancos. Del total de la población el 0 % eran hispanos o latinos de cualquier raza.